# Braunsdorf (Niederwiesa)
Braunsdorf ist ein Ortsteil der Gemeinde Niederwiesa im Landkreis Mittelsachsen. Er wurde am 1. Juli 1995 eingemeindet. Das Wahrzeichen des Orts ist der 1910 errichtete Wasserturm.

## Geographie

### Geografische Lage und Verkehr

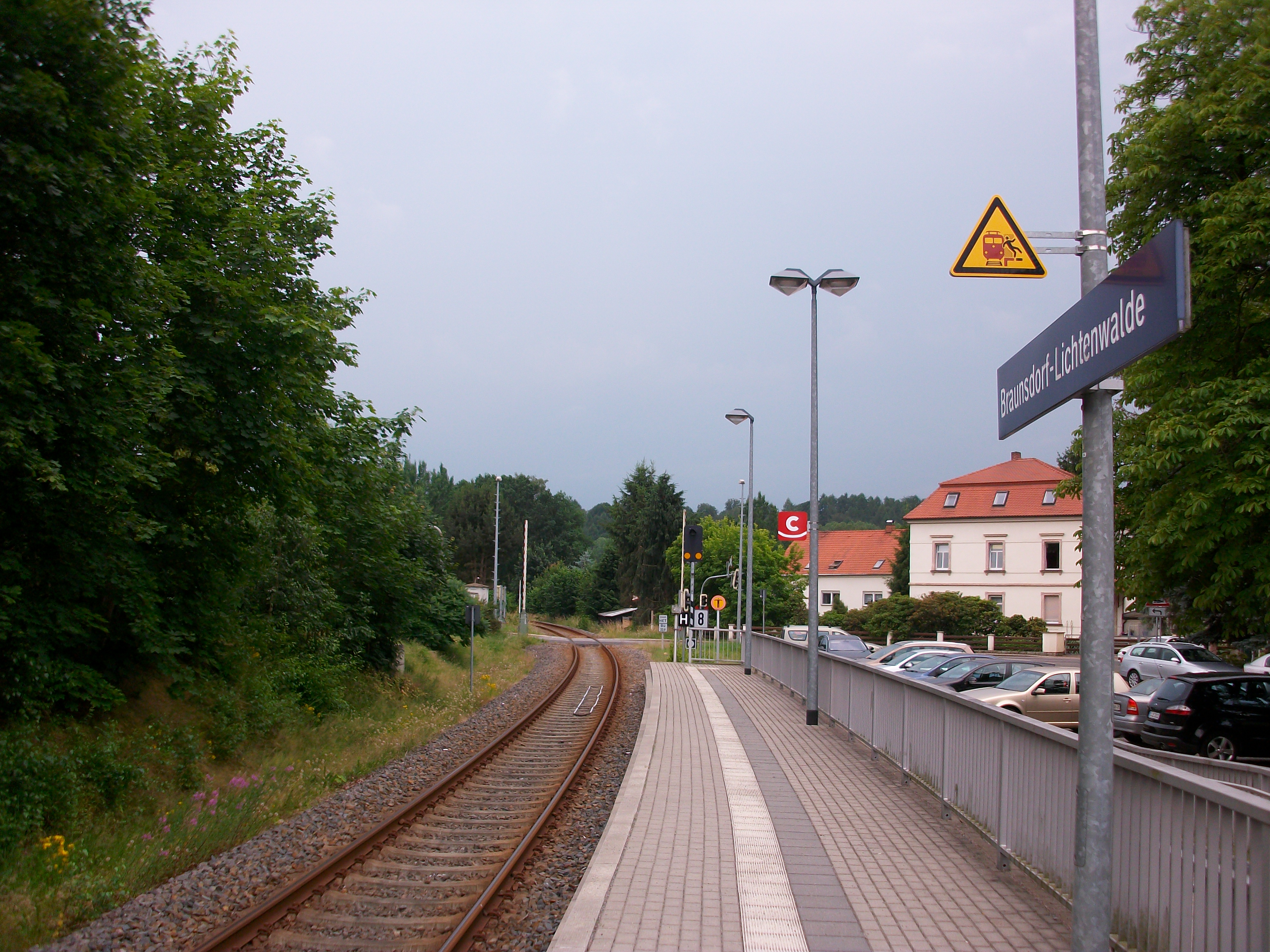
Haltepunkt Braunsdorf-Lichtenwalde, Blick Richtung Niederwiesa

Die Zschopau umschließt den Ort im Westen in einem Bogen, an dessen Anfang und Ende sich je ein Wehr befindet. Der Fluss trennt die Ortsfluren von Braunsdorf und Lichtenwalde. Braunsdorf liegt an der Bahnstrecke Roßwein–Niederwiesa, die im Dezember 2004 von der City-Bahn Chemnitz als Vorlaufstrecke des Chemnitzer Modells nach Hainichen wiedereröffnet wurde. Im Ortsgebiet befinden sich der Haltepunkt „Braunsdorf-Lichtenwalde“ und das südliche Portal des Harrastunnels. Der namensgebende Harrasfelsen liegt jedoch auf dem Gebiet von Altenhain.

### Nachbarorte
| Lichtenwalde | Niederlichtenau                             | Altenhain |
| Lichtenwalde | Kompassrose, die auf Nachbargemeinden zeigt | Altenhain |
|              | Niederwiesa                                 | Flöha     |

## Geschichte

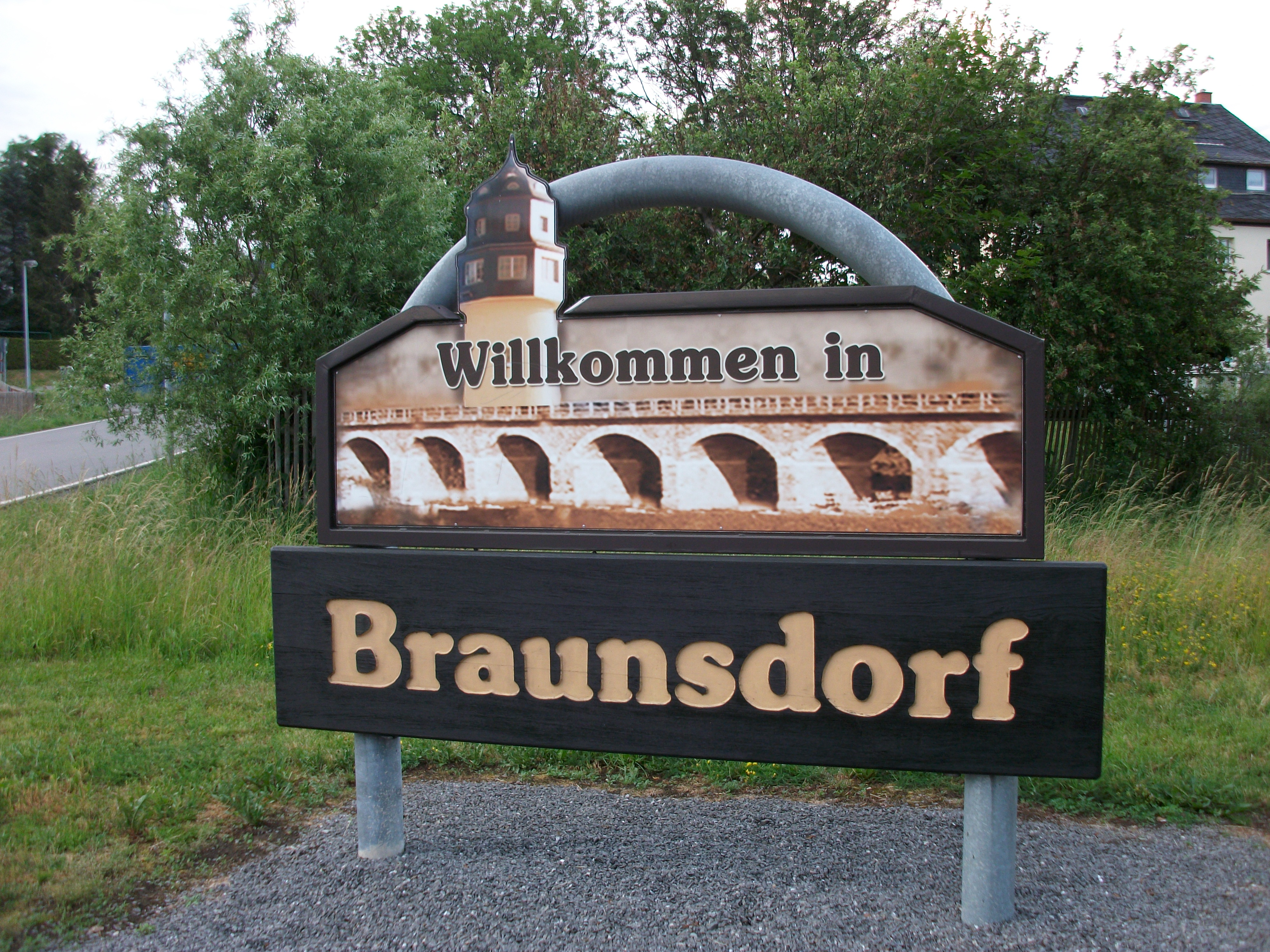
Braunsdorf, Begrüßungsschild

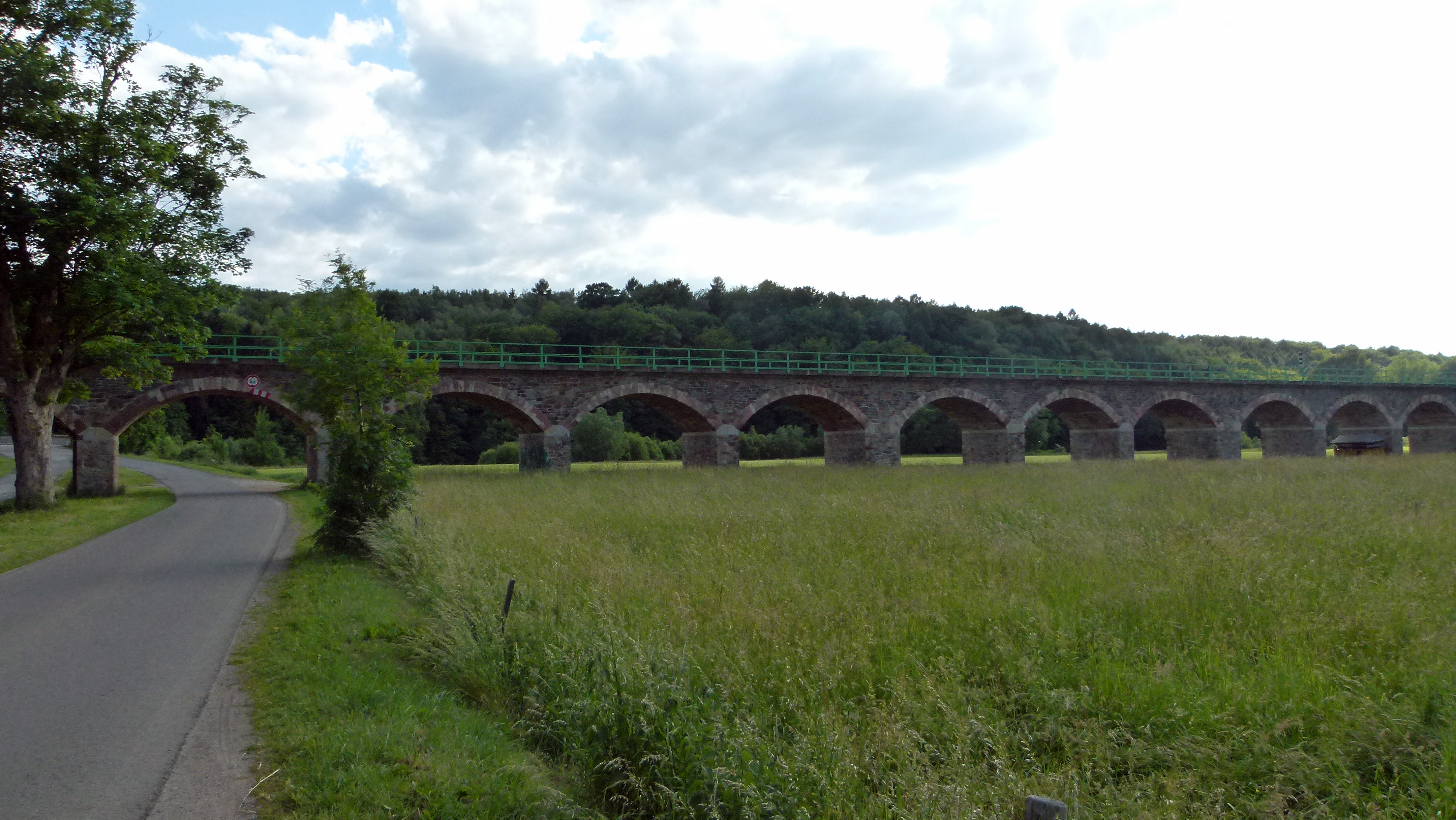
Eisenbahnbrücke

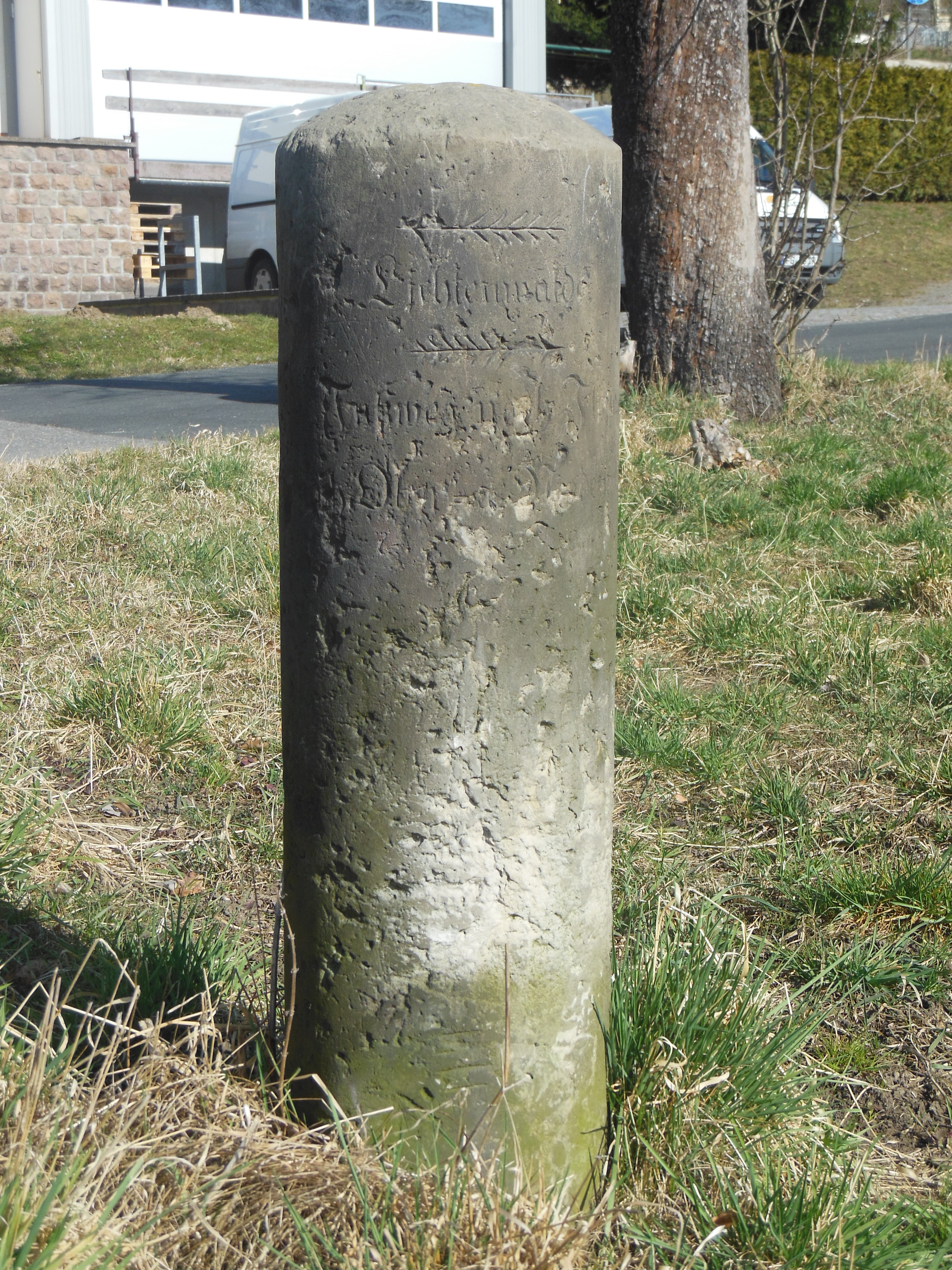
Wegweisersäule Braunsdorf

Braunsdorf wurde um 1330 als einreihiges Waldhufendorf als letzter Ort flussabwärts der Zschopau von der alten Schellenburg/Augustusburg aus gegründet. Nach 1474 unterstand Braunsdorf zeitweise der Grundherrschaft des Ritterguts Lichtenwalde bzw. als Amtsdorf direkt dem kursächsischen Amt Lichtenwalde, das ab 1696 durch das kursächsische Amt Frankenberg-Sachsenburg und ab 1783 durch das kursächsische bzw. spätere königlich-sächsische Amt Augustusburg verwaltet wurde. Nach dem Ende der sächsischen Ämterverfassung 1856 lag Braunsdorf im Zuständigkeitsbereich des Gerichtsamts Frankenberg und ab 1875 der Amtshauptmannschaft Flöha. Bereits im Jahr 1480 ist am oberen Wehr eine Mühle überliefert, welche heute als Webermühle bekannt ist. Sie ist heute der größte Arbeitgeber im Ort. Unweit der Webermühle siedelte sich um 1800 eine Spinnfabrik an, welche später zur Filzfabrik und nach 1910 als Möbelstoffweberei genutzt wurde. Der Haltepunkt Braunsdorf-Lichtenwalde wurde am 1. März 1869 mit dem Abschnitt Niederwiesa–Hainichen der Bahnstrecke Roßwein–Niederwiesa eröffnet. Der im nahe gelegenen Haustein, genannt Harrasfelsen, gelegene Harrastunnel wurde durch einen schweren Eisenbahnunfall am 14. Dezember 1913 bekannt. 
 Im Jahr 1912 entstanden die ersten Villen und der Wasserturm in der Kolonie, der heutigen Harrasallee.
Durch die zweite Kreisreform in der DDR kam die Gemeinde Braunsdorf im Jahr 1952 zum Kreis Flöha im Bezirk Chemnitz (1953 in Bezirk Karl-Marx-Stadt umbenannt), der ab 1990 als sächsischer Landkreis Flöha fortgeführt wurde und 1994 im Landkreis Freiberg bzw. im Jahr 2008 im Landkreis Mittelsachsen aufging. Am 1. Juli 1995 wurde Braunsdorf nach Niederwiesa eingemeindet. Der Ort ist bei größerem Hochwasserstand stets betroffen. Beim Jahrhunderthochwasser 2002 fand in Braunsdorf noch am 12. August die erste Hubschrauberrettung Sachsens statt. Über die Zschopau führt die regional bekannte Fünferbrücke nach Lichtenwalde. Sie erhielt ihren Namen von der einst zu zahlenden Maut von 5 Pfennigen und erinnert somit an die früher oft an Brücken verlangten Passierzölle. Die Brücke wurde beim Jahrhunderthochwasser 2002 erheblich beschädigt und musste einem Neubau weichen, der im Dezember 2006 eingeweiht wurde.

## Entwicklung der Einwohnerzahl
| Jahr | Einwohnerzahl                                       |
| ---- | --------------------------------------------------- |
| 1551 | 7 besessene Mann, 3 Gärtner, 19 Inwohner, 6 ½ Hufen |
| 1764 | 7 besessene Mann, 3 Gärtner, 2 Häusler, 6 Hufen     |
| 1834 | 105                                                 |
| 1871 | 151                                                 |

| Jahr | Einwohnerzahl |
| ---- | ------------- |
| 1890 | 177           |
| 1910 | 300           |
| 1925 | 404           |
| 1939 | 446           |

| Jahr | Einwohnerzahl |
| ---- | ------------- |
| 1946 | 683           |
| 1950 | 676           |
| 1964 | 542           |
| 1990 | 494           |

## Sehenswürdigkeiten

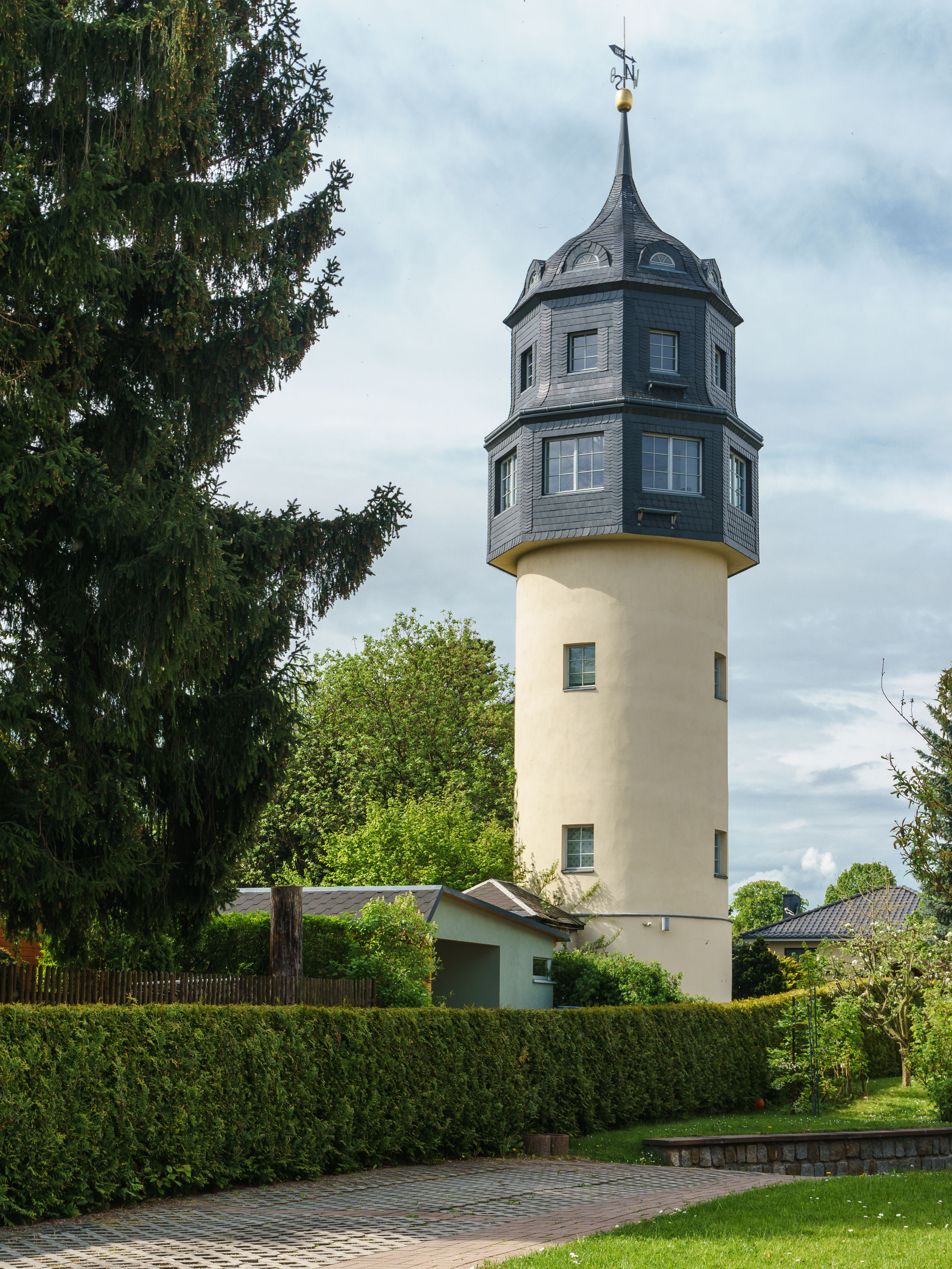
Braunsdorf, Wasserturm

Bekannt ist Braunsdorf vor allem wegen der zahlreichen Gaststätten und guten Wandermöglichkeiten.
Sehenswert sind auch das nahegelegene Schloss Lichtenwalde mit Schlosspark, das Webereimuseum in der alten Tannenhauerfabrik und der durch die  Harrassage (Sprungsage) bekannt gewordene Harrasfelsen flussabwärts.
Größter Arbeitgeber im Ort ist die traditionsreiche Webermühle. Hier produziert auch die in Hohenstein-Ernstthal ansässige Cammann Gobelin Manufaktur.

## Persönlichkeiten, die in Braunsdorf gewirkt haben
- Eva Humburg (1920–2018), Textildesignerin